# Troyan (huyện)
Troyan là một huyện thuộc tỉnh Lovech, Bungaria. Dân số thời điểm năm 2001 là 37348 người.